# Gabrielle Lutz
Gabrielle Rosa Marcelline Lutz (Mulhouse, 4 de diciembre de 1935-Dijon, 3 de agosto de 2011) fue una deportista francesa que compitió en piragüismo en la modalidad de eslalon. Ganó dos medallas de plata en el Campeonato Mundial de Piragüismo en Eslalon de 1969, en las pruebas de C2 mixto y C2 mixto por equipos.

## Palmarés internacional
| Campeonato Mundial | Campeonato Mundial            | Campeonato Mundial | Campeonato Mundial   |
| Año                | Lugar                         | Medalla            | Competición          |
| ------------------ | ----------------------------- | ------------------ | -------------------- |
| 1969               | Bourg-Saint-Maurice (Francia) | Medalla de plata   | C2 mixto             |
| 1969               | Bourg-Saint-Maurice (Francia) | Medalla de plata   | C2 mixto por equipos |